# Championnat d'Iran de football 2017-2018
 (mai 2018).
Si vous disposez d'ouvrages ou d'articles de référence ou si vous connaissez des sites web de qualité traitant du thème abordé ici, merci de compléter l'article en donnant les références utiles à sa vérifiabilité et en les liant à la section « Notes et références ».
Navigation
Saison précédente Saison suivante

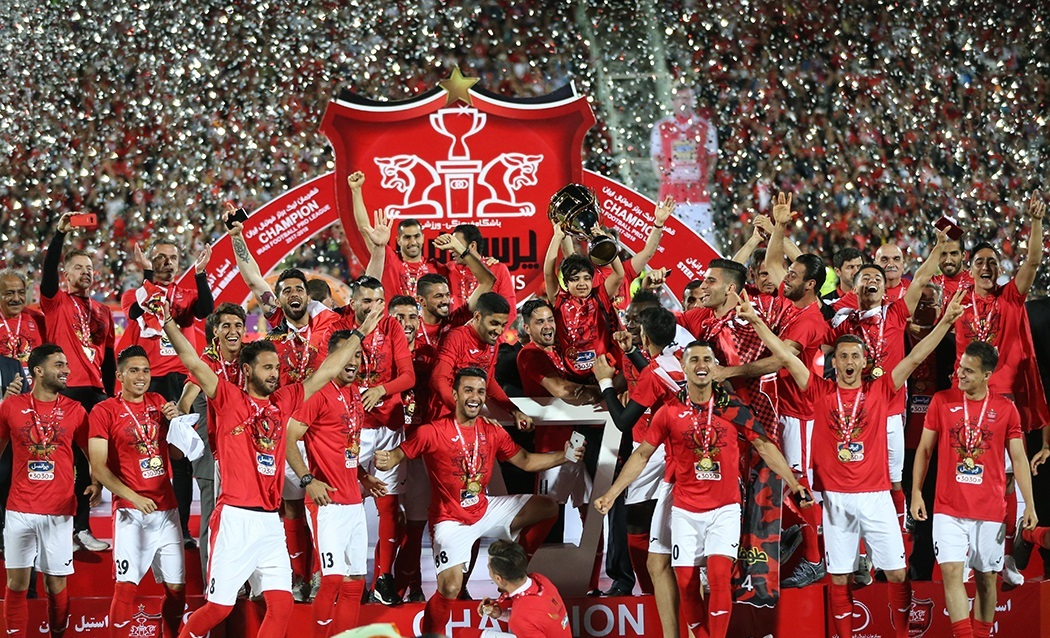
Le Persépolis FC célébrant la victoire du championnat.

La saison 2017-2018 du Championnat d'Iran de football est la trente-sixième édition du championnat national de première division iranienne. Les seize meilleurs clubs du pays prennent part au championnat organisé par la Fédération d'Iran de football. Les équipes sont regroupées au sein d'une poule unique, où elles rencontrent leurs adversaires deux fois, à domicile et à l'extérieur. À l'issue du championnat, les deux derniers du classement sont relégués et remplacés par les deux meilleurs clubs de deuxième division (en) (Azadegan League).
C'est le Persépolis FC qui remporte la compétition après avoir terminé en tête du classement final avec neuf points d'avance sur le Zob Ahan FC et dix sur Esteghlal Téhéran. Il s'agit du onzième titre de champion d'Iran de l'histoire du club.

## Qualifications continentales
En fin de saison, le champion, le vice-champion et le vainqueur de la Coupe d'Iran se qualifient pour la phase de groupes de la Ligue des champions tandis que le 3e du classement doit passer par le tour préliminaire. Si le vainqueur de la Coupe se classe parmi les trois premiers, c'est le 4e qui obtient son billet pour les barrages de la Ligue des champions.

## Les clubs participants
- Esteghlal Téhéran
- Persépolis FC
- Zob Ahan FC
- Saipa Karaj
- Gostaresh Foolad Tabriz
- Padideh Mashhad
- Pars Jonoubi Jam FC  Promu de Liga Azadegan
- Paykan Football Club
- Foolad Ahvaz
- Sepidrood Rasht - Promu de Liga Azadegan
- Sepahan FC
- Naft Teheran
- Sanat Naft
- Esteghlal Khuzestan
- Tractor Sazi
- Siah Jamegan FC

## Compétition

### Classement
Le classement est établi sur le barème de points classique (victoire à 3 points, match nul à 1, défaite à 0).
| Rang | Équipe                  | Pts | J  | G  | N  | P  | Bp | Bc | Diff |
| ---- | ----------------------- | --- | -- | -- | -- | -- | -- | -- | ---- |
| 1    | Persépolis FCT          | 64  | 30 | 19 | 7  | 4  | 48 | 15 | +33  |
| 2    | Zob Ahan FC             | 55  | 30 | 15 | 10 | 5  | 46 | 30 | +16  |
| 3    | Esteghlal TéhéranC      | 54  | 30 | 15 | 9  | 6  | 43 | 18 | +25  |
| 4    | Saipa Karaj             | 54  | 30 | 15 | 9  | 6  | 40 | 34 | +6   |
| 5    | Pars Jonoubi Jam FCP    | 47  | 30 | 11 | 14 | 5  | 34 | 24 | +10  |
| 6    | Paykan Football Club    | 45  | 30 | 12 | 9  | 9  | 32 | 26 | +6   |
| 7    | Foolad Ahvaz            | 44  | 30 | 10 | 14 | 6  | 28 | 27 | +1   |
| 8    | Sanat Naft              | 40  | 30 | 10 | 10 | 10 | 36 | 36 | 0    |
| 9    | Gostaresh Foolad Tabriz | 37  | 30 | 9  | 10 | 11 | 24 | 32 | -8   |
| 10   | Tractor Sazi            | 34  | 30 | 8  | 10 | 12 | 28 | 33 | -5   |
| 11   | Padideh Mashhad         | 33  | 30 | 10 | 9  | 11 | 33 | 33 | 0    |
| 12   | Esteghlal Khuzestan     | 31  | 30 | 7  | 10 | 13 | 25 | 42 | -17  |
| 13   | Sepidrood Rasht P       | 30  | 30 | 8  | 6  | 12 | 24 | 39 | -15  |
| 14   | Sepahan Ispahan         | 29  | 30 | 6  | 11 | 13 | 31 | 34 | -3   |
| 15   | Naft Teheran            | 24  | 30 | 5  | 9  | 16 | 23 | 41 | -18  |
| 16   | Siah Jamegan FC         | 15  | 30 | 2  | 9  | 19 | 17 | 48 | -31  |

|  | Qualification pour la Ligue des champions de l'AFC 2019                         |
|  | Qualification pour le tour préliminaire de la Ligue des champions de l'AFC 2019 |
|  | Relégation directe en Liga Azadegan                                             |
|  | T : Tenant du titre C : Vainqueur de la Coupe d'Iran P : Promu de Liga Azadegan |

## Bilan de la saison
| Championnat d'Iran de football 2017-2018 |                      |
| Champion                                 | Persépolis FC        |
| Qualifications continentales             |                      |
| Ligue des champions de l'AFC 2019        | Persépolis FC        |
| Ligue des champions de l'AFC 2019        | Zob Ahan FC          |
| Ligue des champions de l'AFC 2019        | Esteghlal Khuzestan  |
| Ligue des champions de l'AFC 2019        | Saipa Karaj          |
| Promotions et relégations                |                      |
| Promus en Iran Pro League                | Naft Masjed Soleyman |
| Promus en Iran Pro League                | Nassaji Mazandaran   |
| Relégués en Liga Azadegan                | Naft Teheran         |
| Relégués en Liga Azadegan                | Siah Jamegan FC      |